# Volvo CE Arena

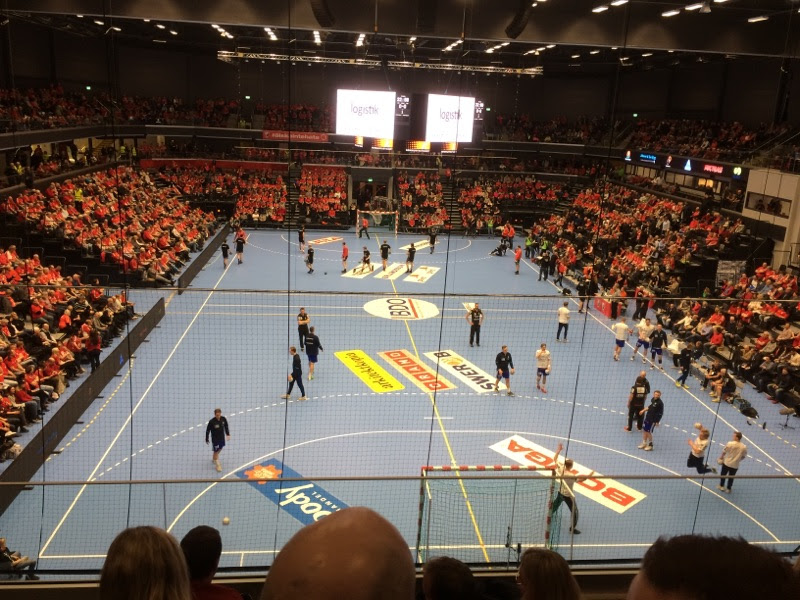
Handbollsmatch med Eskilstuna Guif i A-hallen, 2017.

Volvo CE Arena (tidigare Stiga Sports Arena Eskilstuna), är en sporthall i stadsdelen Munktellstaden i Eskilstuna, för bland annat handboll, innebandy och futsal på nationell nivå. Arenan har tre hallar som är döpta A (största), B och C (minsta), där A är huvudarenan med cirka 15 600 kvadratmeter. Hall A, där bland annat Eskilstuna Guif spelar sina hemmamatcher, rymmer 3 700 sittplatser och upp emot 5 000 åskådare vid konsert.
Arenan rymmer fyra fullstora träningsplaner (20 x 40 meter). A-hallen rymmer två och kan delas upp med hjälp av en ridåvägg. Läktarkapaciteten kan ändras ner till 3 200 med hjälp av teleskopläktare. Stiga Sports Arena är klassad i nivå guld som miljöbyggnad.

## Bakgrund
Eskilstuna kommunfullmäktige fattade i maj 2014 beslutet att bygga en ny arena och ett nytt badhus, för att ersätta dåvarande Eskilstuna Sporthall och Vattenpalatset och bygga ett nytt campus för Mälardalens högskola på den platsen. Bygget av arenan påbörjades den 25 maj 2015. Det nya badhuset, Munktellbadet, invigdes den 28 maj 2016.
Den 17 januari 2017 tillkännagavs namnet på den nya arenan, Stiga Sports Arena Eskilstuna. Namnet kom till efter att det lokala företaget Stiga Sports AB gjort en samverkansöverenskommelse med Eskilstuna kommun.

## Historia
Arenan hade "smygpremiär" den 6 april 2017, då den inte var helt färdigbyggd. Eskilstuna Guifs herrlag spelade då säsongens sista match i grundserien i Handbollsligan inför 4 000 åskådare mot Ystads IF. Den 3 juni 2017 invigdes arenan officiellt.
Arenan stod värd för Melodifestivalens "Andra chansen" den 29 februari 2020.
Den 16 januari 2024 bytte arenan namn till Volvo CE Arena. 